# Philippe Cousteau
Philippe-Pierre Cousteau (Toulon, 30 de dezembro de 1940 – Lisboa, 28 de junho de 1979) foi o segundo filho de Jacques-Yves Cousteau e Simone Cousteau, mergulhador, marinheiro, piloto, fotógrafo, autor, diretor e diretor de fotografia especializado em questões ambientais, com base na oceanografia.
Philippe Cousteau estava acostumado a filmar a partir do ar, na terra e debaixo d'água. Ele foi o diretor de fotografia principal para a maioria dos filmes de Jacques Cousteau durante a sua vida; por seu trabalho, ele foi indicado e ganhou vários prêmios.

## Início e formação
Nascido em Toulon, Philippe Cousteau  mergulhou pela primeira vez com um aqualung em 1945, quando tinha apenas quatro anos de idade. Seu pai trouxe para casa uma versão em miniatura do aqualung tinha coinventado alguns anos antes. Apesar de Philippe ainda não ter aprendido a nadar, ele acompanhou seu pai na água. Quando cresceu, passou cada período de férias escolares, a bordo do navio de seu pai, o RV Calypso.
Como um adolescente, ele começou a vontade de explorar. Enquanto seu pai tinha perseguido o horizonte no mar, Philippe Cousteau sonhou buscando horizontes no céu e começou a estudar aerodinâmica com 16 anos de idade, voando pela primeira vez como um planador, e em seguida ganhando seu primeiro brevê de piloto de avião ainda jovem.
Cousteau passou dois anos na Marinha francesa durante a guerra da Argélia como operador de sonar e membro do grupo de desembarque do navio Le Normand, mais tarde graduando-se ciências, passou outro ano no MIT, e, em seguida, foi a Paris para estudar cinematografia, formando-se na l'École technique de photographie et de cinéma (agora chamada École nationale supérieure Louis Lumière), em Paris.

## Biografia

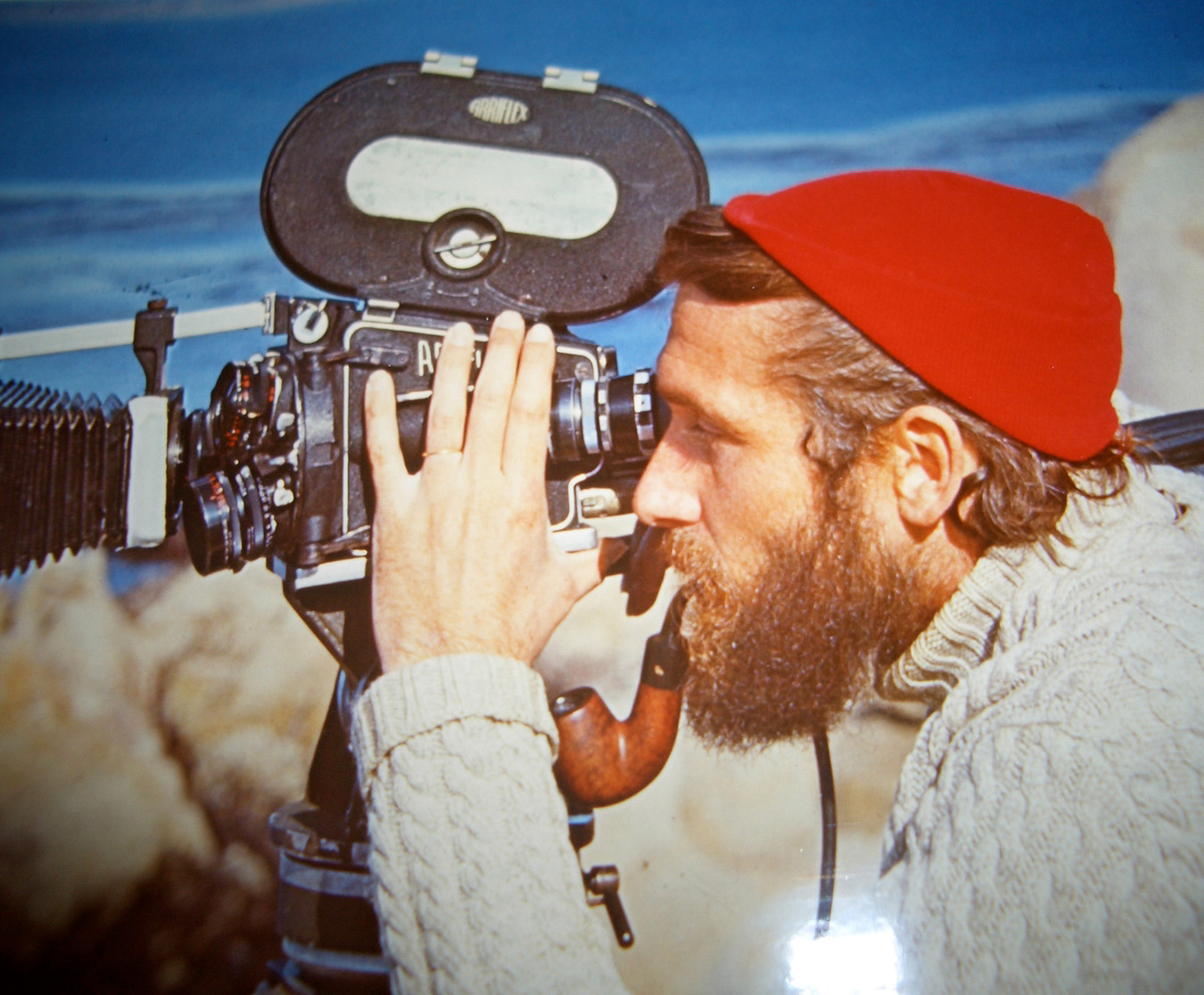
Philippe Cousteau filmando durante uma expedição

Em 1965, Cousteau foi "oceanauta" no Conshelf III, um submarino-habitat para mergulho saturado a 325 pés (99 metros) perto de Île du Levant, no Mar Mediterrâneo. Além de seus deveres como "oceanauta", Cousteau foi fotógrafo subaquático e fez toda a filmagem subaquática, que se tornou um documentário da National Geographic que foi ao ar em 1966.
Em fevereiro de 1967, Cousteau acompanhou seu pai no RV Calypso numa expedição para filmar os tubarões do Mar Vermelho e do Oceano Índico. Além de ter sido o principal fotógrafo da expedição, Cousteau também narrou suas experiências na publicação de 1970 The Shark: Splendid Savage of the Sea.
Em 1969, Cousteau emprestou seus conhecimentos técnicos para a Marinha dos Estados Unidos, ao trabalhar no programa SEALAB. No rescaldo ocorrido após a morte do aquanauta Berry L. Cannon ao tentar reparar um vazamento do SEALAB III, Cousteau ofereceu-se para mergulhar até o SEALAB e ajudar a devolvê-lo à superfície, embora o SEALAB tenha sido finalmente resgatado por um caminho menos perigoso.
Até sua morte em 1979, ele coproduziu numerosos documentários com seu pai, dentre eles Voyage to the Edge of the World (1976) sua própria série para a emissora de televisão educativa americana PBS, Oasis in Space (1977), tratando de questões ambientais.

## Pilotagem

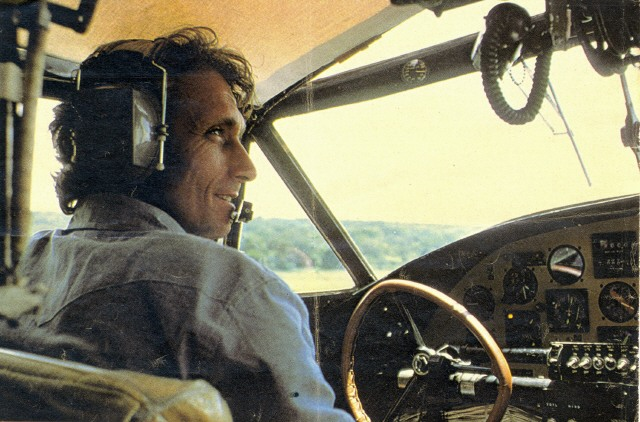
Philippe Cousteau pilotando o modelo PBY, Lago Vitória, Uganda, julho de 1978

Philippe Cousteau era um piloto altamente experiente. Ele ganhou seu brevê para planador aos 16 anos de idade e passou a obter credenciais para pilotar balões, asas-delta,  aviões mono e multimotores, além de hidroaviões, autogiros e helicópteros.
Ele adquiriu um hidroavião PBY Catalina em 1974. A aeronave anfíbia era um exemplar convertido da Marinha dos EUA, Catalina. Batizada de Flying Calypso, a aeronave esteve em muitos filmes dos Cousteau e foi a base para a equipe de Cousteau.

## Vida pessoal
Cousteau conheceu Janice Sullivan no grande salão de baile do St. Regis Hotel, em Nova Iorque, EUA, em fevereiro de 1966. Ela era modelo, oriunda de Los Angeles e vivia há algum tempo Nova Iorque. Em 10 de fevereiro de 1967, eles se casaram em Paris, França. Sullivan juntou-se a Cousteau na maioria das expedições realizadas pelo pai dente (num total de 20 de 26 expedições ao longo de 13 anos). Eles tiveram dois filhos: Alexandra Cousteau e Philippe Cousteau Jr.

## Morte
Ele morreu aos 38 anos de idade em 1979, quando seu hidroavião, modelo PBY Catalina, barco voador caiu no Rio Tejo, próximo à foz em Lisboa. A aeronave embicou para baixo durante o taxiamento em alta velocidade, ao executar um teste para verificação de rachaduras no casco. A hélice desacoplou-se do motor e matou Cousteau instantaneamente. Todas as outras pessoas a bordo sobreviveram. Seu filho Philippe Cousteau Jr. nasceu seis meses mais tarde.

## Prêmios
Philippe Cousteau recebeu muitos prêmios e honrarias por sua contribuição para o mergulho e fotografia subaquáticas: vários Emmy e indicações para vários Emmy, o prêmio NOGI de Artes da Underwater Society of America (agora apresentado pela The Academy of Underwater Arts and Sciences) (1977), o prêmio World Wildlife, entre outros.

## Legado

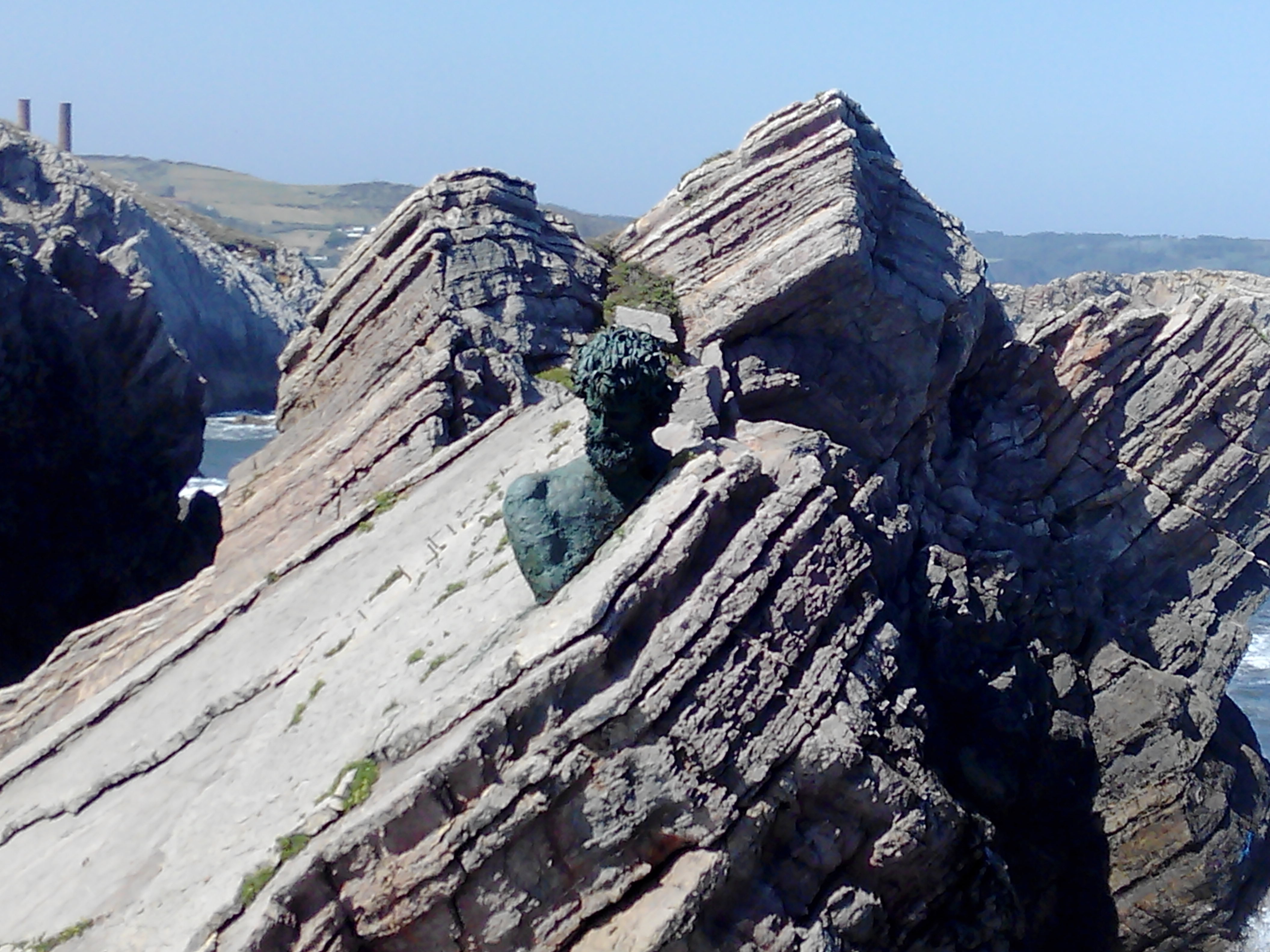
Busto de Philippe Cousteau em Salinas, Espanha, próximo ao Philippe Cousteau Anchor Museum

O Philippe Cousteau Anchor Museum nas Asturias, Espanha, honra o oceanógrafo.
O liceu Philippe Cousteau em Saint-André-de-Cubzac, França, também possui seu nome.
Seus filhos Alexandra Cousteau e Philippe Cousteau Jr. continuam o trabalho da família na oceanografia como cofundadores da EarthEcho Internacional.